# Nogometni klub Istra
Il Nogometni klub Istra, noto anche come NK Istra, in italiano Istria, è un club calcistico croato di Pola.
Non è da confondere con la concittadina Istria 1961 o l'Istria Tar di Torre-Abrega.
Questa società è nata nel 1961 dalla fusione fra NK Pula e NK Uljanik. Ha disputato più campionati nella seconda divisione jugoslava.
Nonostante ormai militi nelle serie inferiori da una ventina d'anni, nel primo decennio di vita dei campionati croati era proprio il NK Istra la principale squadra di Pola, tanto da disputare più edizioni della Prva liga, mentre il NK Istra 1961 (che allora si chiamava Uljanik) stava in 3ª divisione. Curiosamente, al calo dei primi è coinciso il salto dei secondi.
Disputa le partite casalinghe allo Stadio Veruda, la cui capienza è di 3.500 posti.
I suoi tifosi più accesi sono i Demoni, che curiosamente tifano anche per l'altra squadra cittadina.

## Palmarès

### Competizioni nazionali
- Hrvatska republička liga: 2

1978-1979 (girone Sud), 1986-1987 (girone Ovest)
- Treća HNL: 1

2004-2005 (girone Ovest)

### Altri piazzamenti
- Druga hrvatska nogometna liga:

Secondo posto: 1997-1998 (girone Ovest), 1998-1999